# Der budoka
der budoka ist eine deutsche Sportzeitschrift und das Verbandsorgan des Kampfsportverbandes Dachverband für Budotechniken Nordrhein-Westfalen e.V.
Die meisten der 2.800 Exemplare werden im Abonnement verkauft. Der Heftumfang liegt im Durchschnitt bei 60 Seiten bei zehn Ausgaben pro Kalenderjahr. 
Budoka ist japanisch und bedeutet Kampfkünstler bzw. Kampfsportler, der eine asiatische Kampfkunst (Budō) betreibt.

## Inhalt
Der Inhalt der Zeitschrift „der budoka“ ist durch die Mitgliedsverbände des Dachverbandes für Budotechniken NW e.V. und ihre Kampfkünste bzw. Kampfsportarten bestimmt. Wo bei der Gründung nur Judo-Inhalte abgedruckt wurden, sind heute folglich Artikel über Gürtelprüfungen, Wettkämpfe, Lehrgangsberichte, Vereinsaktivitäten etc. aus den Bereichen Judo, Jiu Jitsu, Aikido, Goshin-Jitsu, Hapkido, Ju-Jutsu, Karate, Kendo, Taekwondo und Wushu zu finden.

## Geschichte
1973 wurde die Zeitschrift „der budoka“ gegründet. Zunächst erschien das Magazin als zehnseitiges DIN-A5-Heft mit Günter Oesterreich als Redakteur. Gedruckt wurde das Heftchen von Hermann-Druck in Gummersbach-Dieringhausen. Mitte 1975 übernahm Ute Wirtz die Redaktion, die das Magazin bei Luthe-Druck in Köln drucken ließ. Ab der März-Ausgabe 1977 wechselte die Redaktion an den Pressewart des Nordrhein-Westfälischen Judo-Verbandes e.V., damals Wilfried Trompetter. Im Jahr 1981 erschien „der budoka“ erstmals im DIN-A4-Format. 
Der Gründung des „Dachverband für Budotechniken Nordrhein-Westfalen e.V.“ im März 1982 folgte der Umzug der Geschäftsstelle und der Redaktion von Köln nach Duisburg und dem Wechsel des Verlages zur Duisburger Edel-Druck GmbH.
Für drei Jahre gab „der budoka“ im April 1986 seine Eigenständigkeit als Verbandszeitung auf und erschien von da an als Regionalteil West in der Zeitschrift Judo Magazin. Einen Neuanfang unter dem Titel „der budoka“ machte der Dachverband für Budotechniken NW e.V. im August 1989. Mit einem neuen Layout wurde unter der Redaktion von Erik Gruhn das Fachorgan in Regie des Dachverbandes herausgegeben. Seit 2002 erscheint das Heft zweifarbig und seit Mai 2006 ist der Umschlag durchgängig in Farbe.
Im Januar 2011 ging "der budoka" als Kampfsportmagazin mit einem neuen Konzept an den Start. Das Heft erscheint seitdem vollständig in Farbe und wird mit der Firma SET POINT Schiff & Kamp GmbH in Kamp-LIntfort produziert.